# 鹽田梓聖若瑟小堂
聖若瑟小堂位於香港新界西貢區牛尾海一帶的離島鹽田仔，現時由西貢聖心堂管理，附屬西貢聖心堂區。聖若瑟小堂初建於1890年以取代原先聖福若瑟居所旁的舊聖堂（建於1879年），其後聖堂先後於1948年及1962年進行大裝修，而香港教區亦於1979年開始每兩個星期於此聖堂舉行彌撒，但由於鹽田仔村到了1990年代已被完全空置，聖堂的活動幾近停頓。在教區有人提議停止在鹽田仔的瞻禮時引起了居民的反響，因而去信要求教區請求補救。最後在資金的引入下，聖若瑟小堂被再次重修，並於2004年5月2日慶祝首台彌撒及重開儀式。現時聖若瑟小堂為香港天主教信友的其中一個朝聖點，亦被列為二級歷史建築，更在2006年5月7日獲聯合國教科文組織亞太區文物古蹟保護獎優異項目獎。

## 歷史
早於1865年，柯神父（Gaetano Origo）便抵達西貢鹽田仔宣講天主教教義，而到了1867年，當時仍為神父的宗座代監牧高神父（Timoleon Raimondi，後來在晉升主教後被稱為高主教）在書信中亦有提及鹽田仔上的聖堂的存在。鹽田仔其後全體居民於1875年受洗，並於聖福若瑟在西貢宣教期間捐出土地給他作居住及作聖堂使用。居民後來於1890年於島山的小丘上建立了第二座的聖若瑟小堂，作為村中的宗教活動的中心。期後聖堂先後於1948年及1962年進行大裝修，而香港教區亦於1979年開始每兩個星期於此聖堂舉行彌撒，但由於鹽田仔村到了1990年代已被完全空置，聖堂的活動幾近停頓。後來，在香港教區出現了要求停止於鹽田仔的瞻禮，就此引起了居民的反響，最後教區於2000年引入資金，開展了修葺的工程。最後聖若瑟小堂於2006年5月2日進行彌撒及重開儀式。

## 內部建築

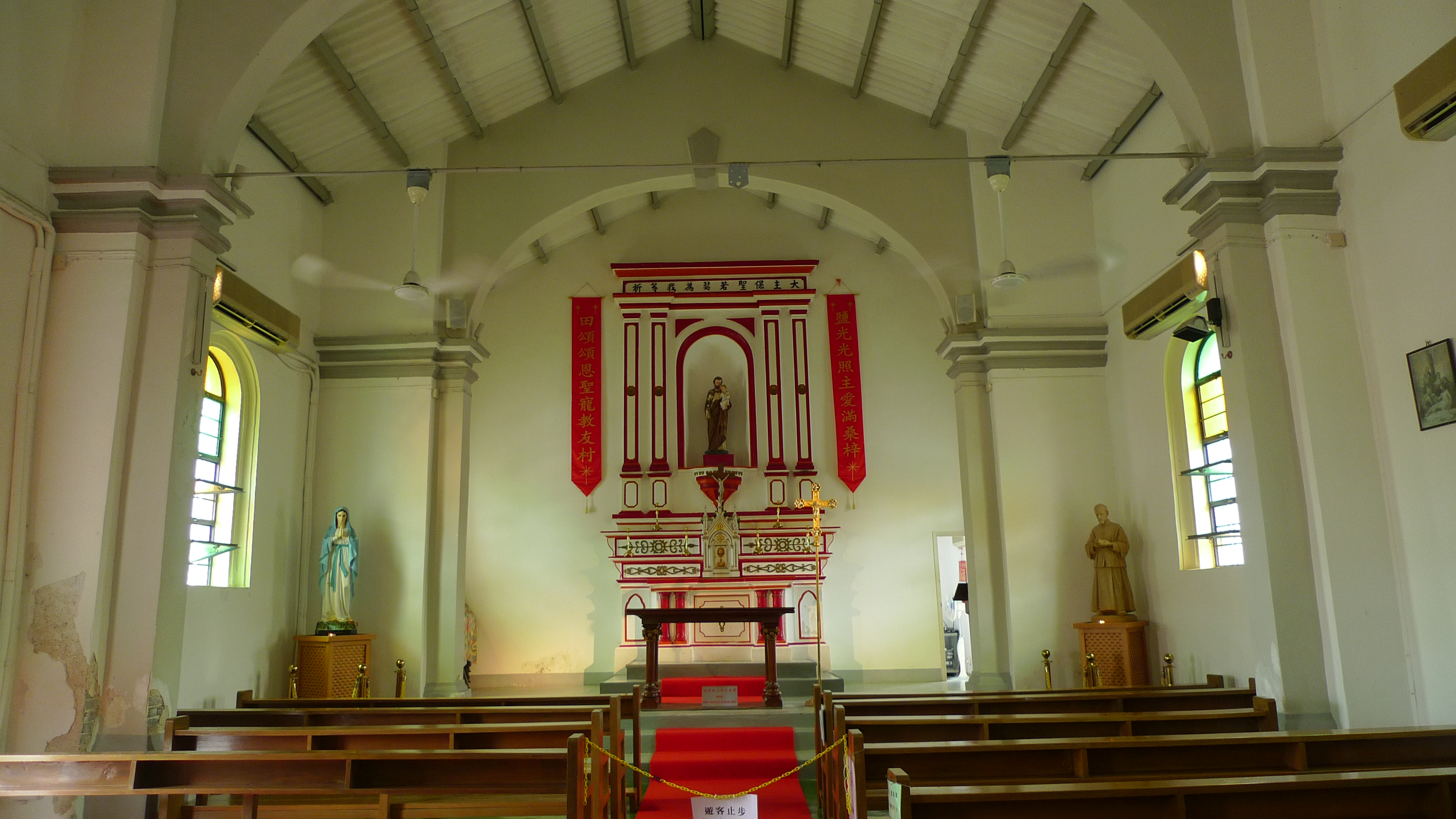
聖若瑟小堂內貌

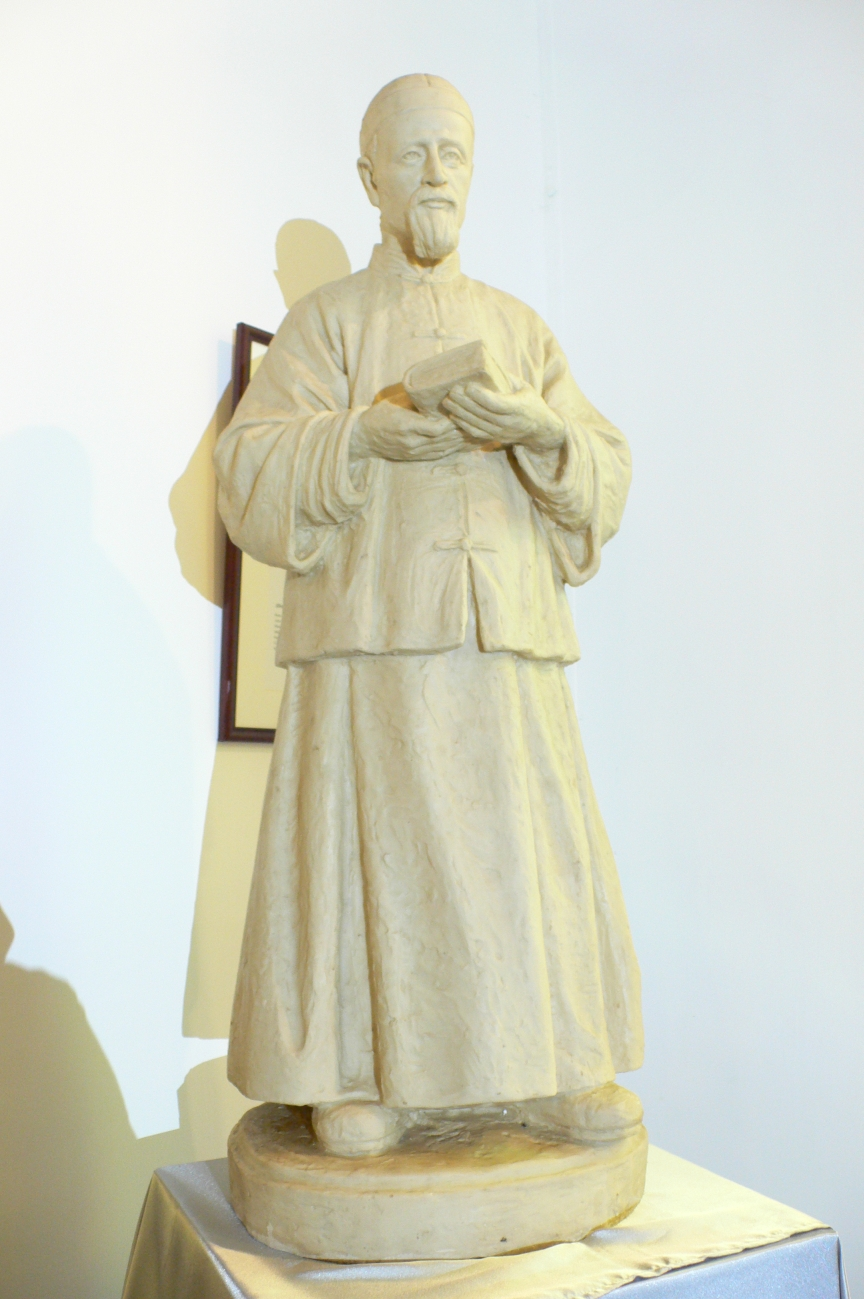
聖福若瑟的聖像

聖若瑟小堂全堂長24米，闊9米，應由米蘭外方傳教會的神父設計，故教堂的外觀設計為意大利羅馬式。聖堂內的一端設有彌撒用的祭台，此祭台是採用第二次梵蒂岡大公會議前的規格所建成的，在祭台的中心供放了主保聖若瑟的聖像，而祭台的兩旁分別各有一個凹位，一個作為擺放聖爵之用，另一個的底下有一小孔，用來排去洗聖爵的水（那些水不會流入水溝，而是直入泥土）。小堂內部西北方供奉了聖福若瑟的聖像。
在原先的設計中，祭台上的聖像可用透過東牆高處的玫瑰窗以及聖像後方的祭壇壁孔穴的日光作照明之用，但在教堂重修後已改為使用射燈照明。玫瑰窗則早於2005年之前的重修之前被封密。
祭壇的後方為祭衣房，樓上閣樓則為宿舍，可供神父或朝聖人士使用。

## 重修工作

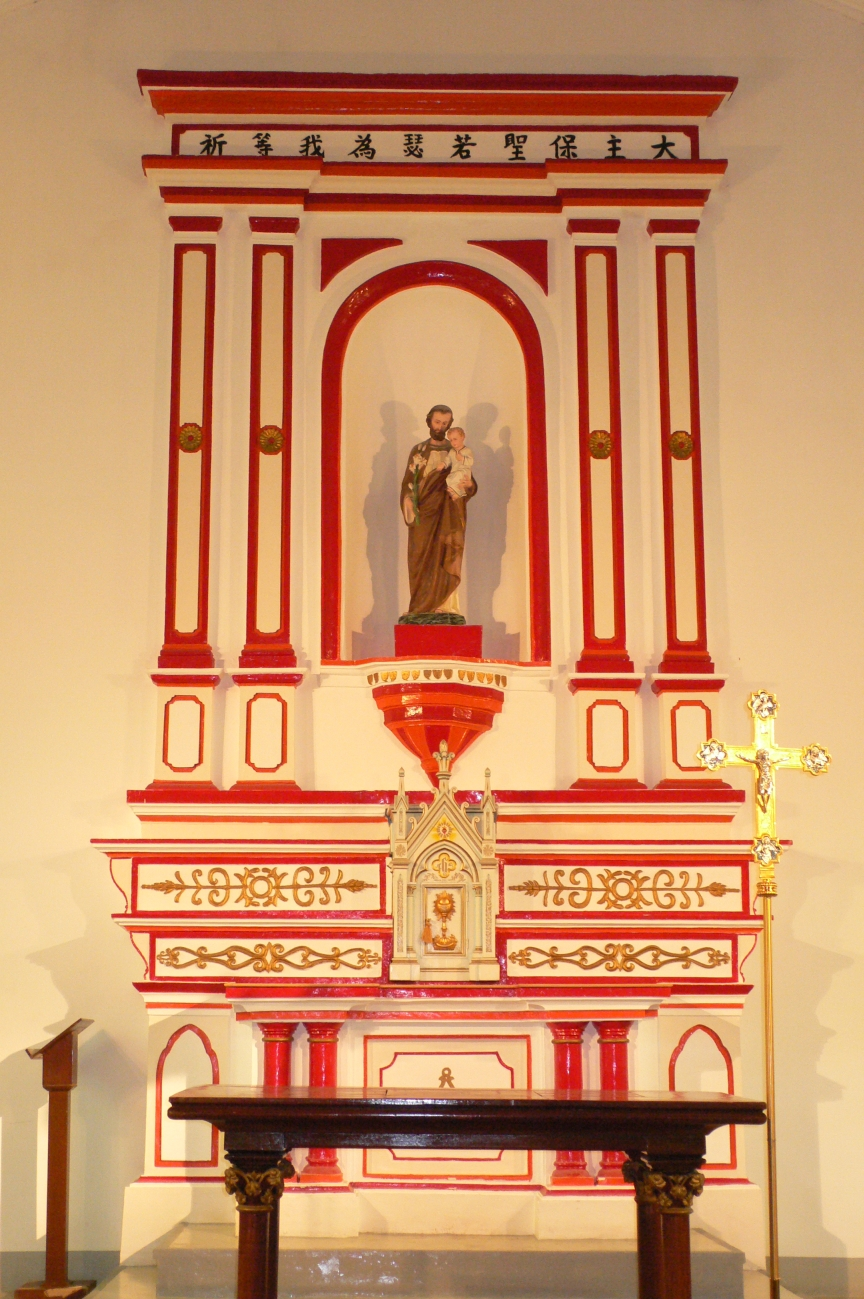
聖若瑟小堂內的祭壇

在停止在鹽田仔的瞻禮的要求引起了居民的反響後，香港教區引入了來自L&T慈善基金的15萬美元去進行包括聖若瑟小堂本身以及鄰近建築如庭院、籃球場及澄波學校總面積共1437平方米的重修工作。
早於1996年後期，香港大學建築系的學生已前往製作量圖，至2000年10月香港教區開始勘察土地並訂定工地計劃。到了2003年，教區於10月展開重修項目，於11月列出文物保存的要求，並於該年12月開始招標。重修工程於2004年1月29日開始。
由於資金相當有限，重修工程採用了「不加不減」的方針，原則上只求回復幾近荒廢了的聖堂，在整體上盡少干預和改動，而且所有的改動都是為了最基本的需要，在工程上不使用尖端的文物保存技巧。
修葺頂蓬和內外牆身的工作於2004年2月中開始，現存的波紋式非石棉瓦頂物料雖不能確定是否原有，但由於狀況良好，工程決定予以保留而僅在上面塗上Flexcoat W500防水液膜以作防漏，並選用磚紅色以發揮地標的效果。在工程進行時，工人在屋頂的山牆牆角發現了一些紅磁頂蓋用料，所以教區相信波紋式頂蓋可能為後期的物料，並會考慮於將來資金充裕時回復磁頂蓋。內部地台的著色英泥沙漿層已因年月而磨損，工程方面在修葺地台後塗上三層還氧漆，並以綠色為地台顏色。聖堂的百年粗石地台在工程中沒有被取替，但在上面加添一層鋪地石以保行人的安全。
門窗的重修工作於同年3月開始。聖堂在1948年及1962年進行大裝修時轉用的普通玻璃窗在是次的重修工程中改回使用初建時使用的彩色玻璃，更在外加上了蚊網，一方面防止蚊蟲飛入滋擾崇拜人士，另一方面亦防止野戰愛好者所使用的塑膠彈可能造成的損壞。在重修前使用的鐵門則被改為木門。
聖堂的室外和照明工程於同年5月開始。聖堂周圍已損毀的矮擋牆則使用工地附近岸邊的石頭去修補，為求減低運送物料的成本，同時維持聖堂的鄉郊氣息。聖堂的外廊受樓梯加設了電燈，祭台上的聖像亦有射燈給了照明。在室外設了兩支射燈照亮聖堂上寫有「天主堂」三字的西面正牆。
在聖堂附近的澄波學校的兩所校舍亦於2004年2月至3月被重修，用作鹽田仔本地的民間博物館，由村民運作。其中靠西面的一所校舍用來展示村內搜集來的工具及加工品，靠東面的校舍則擺放展板介紹村中的文化、宗教歷史和生態資料。
重修工程完成後，出身於鹽田仔陳家村的香港天主教教區副主教陳志明神父於2004年5月2日進行了首台彌撒，以及進行了重開儀式。

## 現況
其實早在重修之前，每年的5月，各散東西的陳家村村民都會聚首於聖若瑟小堂慶祝一年一度的聖若瑟節。在2004年5月後，西貢堂區及香港明愛在聖言會及香港教區的協助下每月組織朝聖團及生態遊，除令人認識鹽田仔的歷史文化外，更有助平衡聖若瑟小堂的收支。
現時聖若瑟小堂為香港天主教信友的其中一個朝聖點，在2006年5月7日獲聯合國教科文組織頒授亞太區文化遺產優良獎，2010年被香港古物古蹟辦事處評級為二級歷史建築。

## 外部連結
- 吾土吾情：歸鹽田居（页面存档备份，存于），香港電台